# ニコライ・ヤロシェンコ

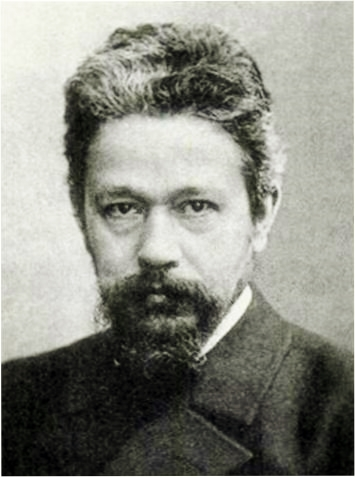
ニコライ・ヤロシェンコ

ニコライ・アレクサンドロヴィチ・ヤロシェンコ（ロシア語:Николай Александрович Ярошенко; ラテン文字転写の例:Nikolai Alexandrovich Yaroshenko、1846年12月13日ポルタヴァ - 1898年7月7日）はウクライナとロシアの画家。

## 略歴

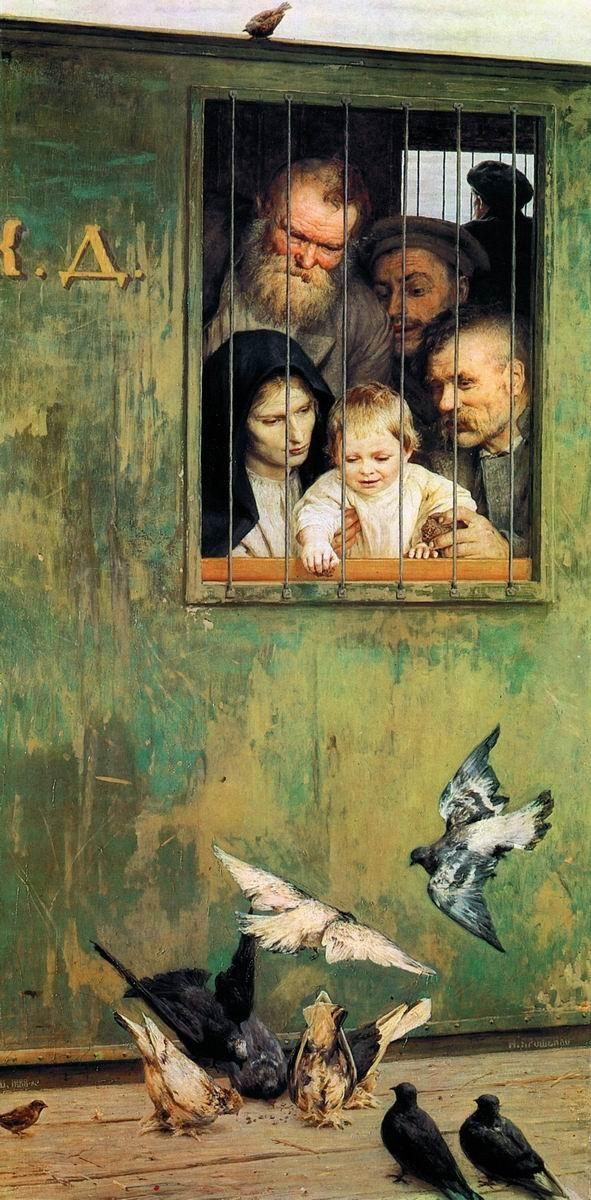
どこでも元気 1888年

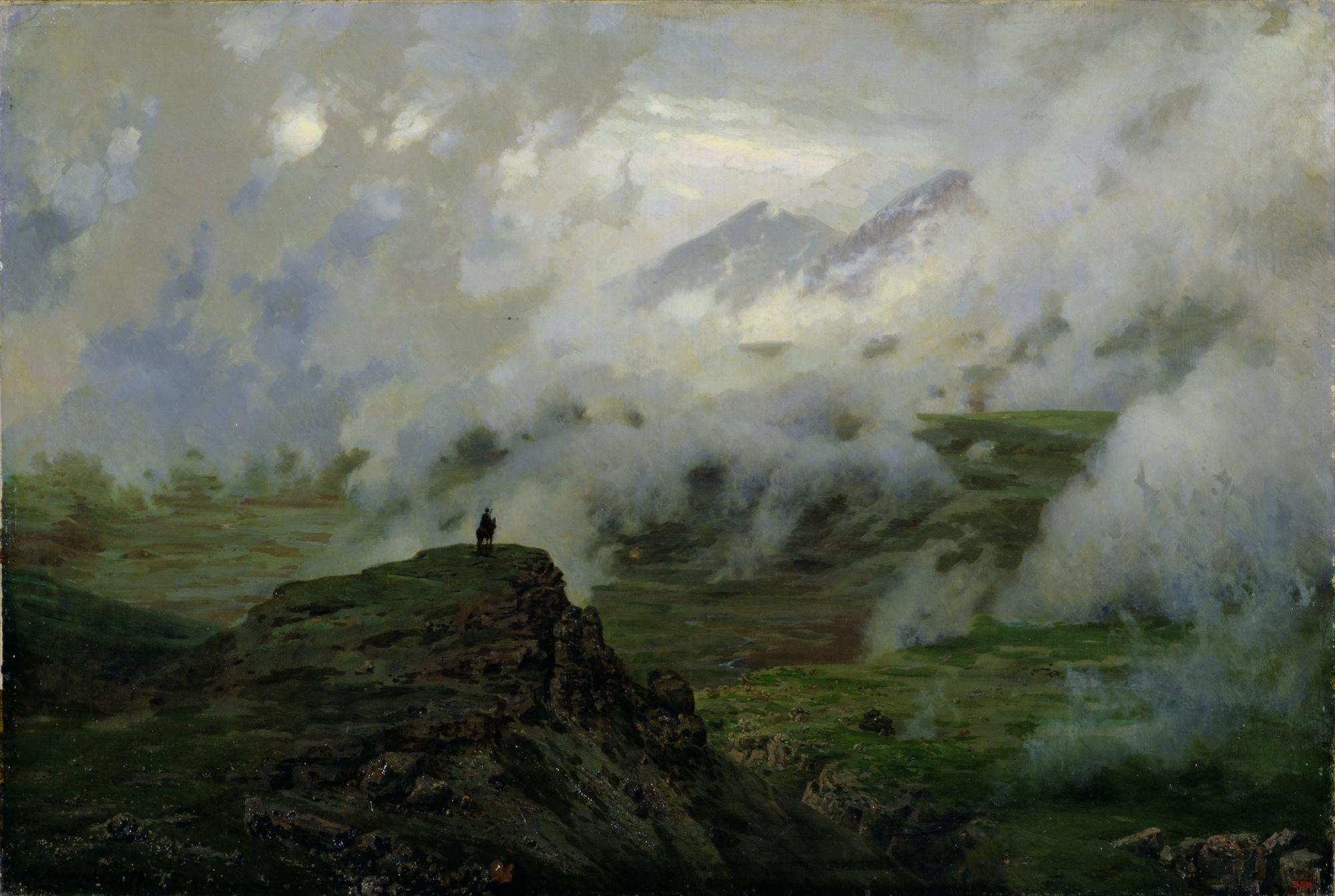
雲に隠れるエルブルス山 1894年

陸軍将校の息子に生まれたため、軍人の道を選ぶが、1866年から1867年までイワン・クラムスコイの絵画教室に美術を学び、その後は1874年までペテルブルク帝国美術アカデミーに在籍。1876年より移動派の主要メンバーとしてその一翼を担う。1892年に少将の地位を退役してペテルブルクに暮らすが、その後はキスロヴォツクに過ごした。さらにロシア国内やヨーロッパ、中近東・極東を訪れている。キスロヴォツクにて他界。

## 作風と主要作品
ヤロシェンコは、19世紀の最後の20年間に、ロシアの美術界における写実主義の指導的な代表者となった。何よりもまず肖像画の作家であったが、風俗画やデッサンも遺している。画風は後期印象派に含めることができる。

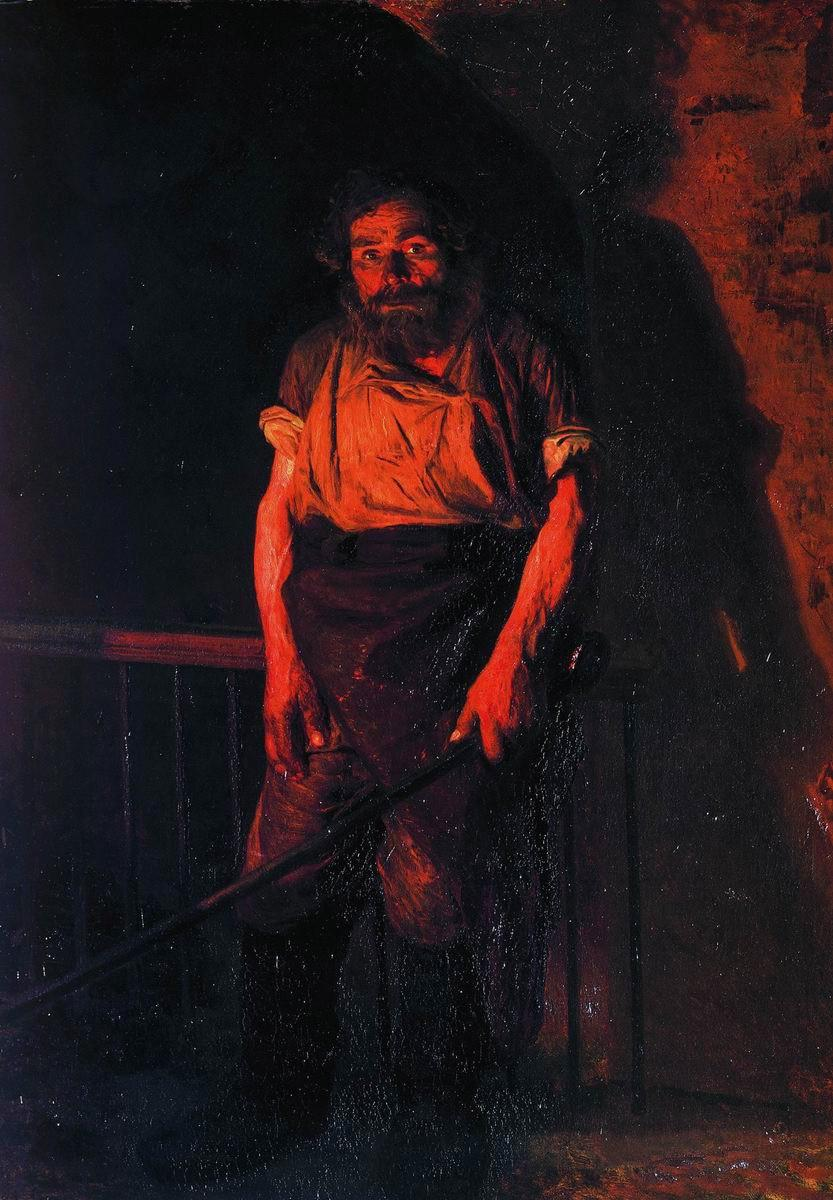
釜炊き 1878年
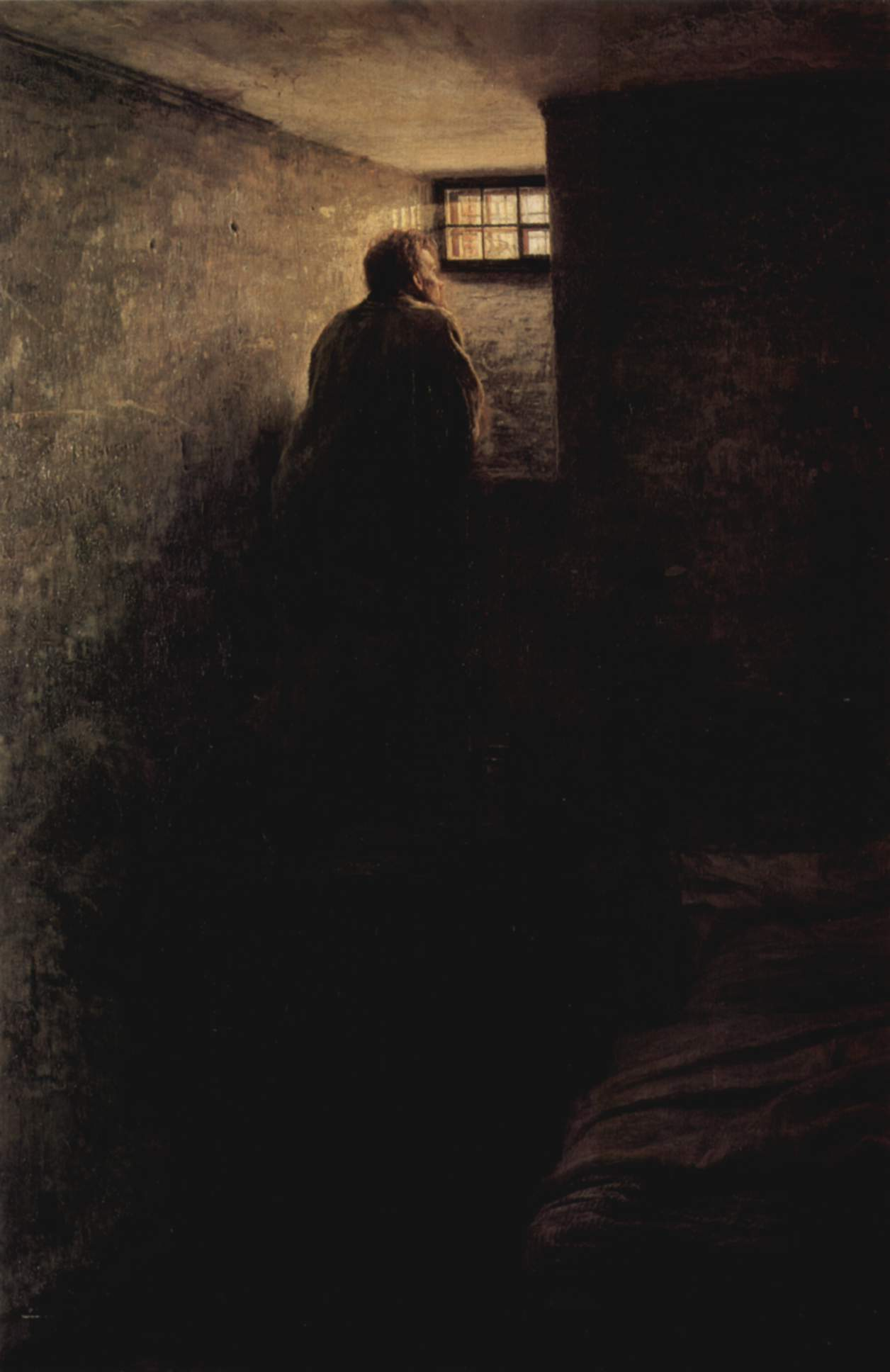
囚人 1878年
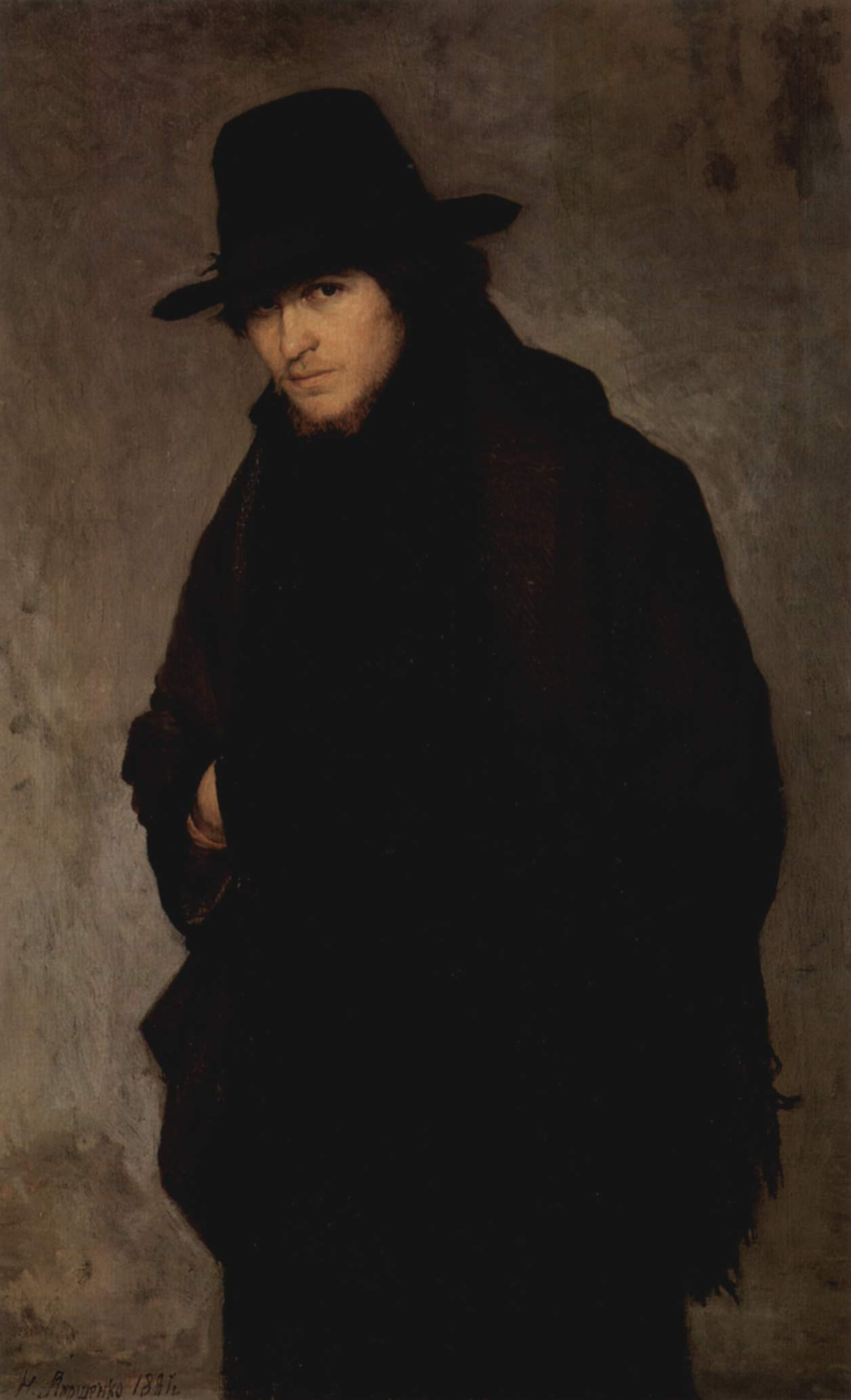
男子学生 1881年
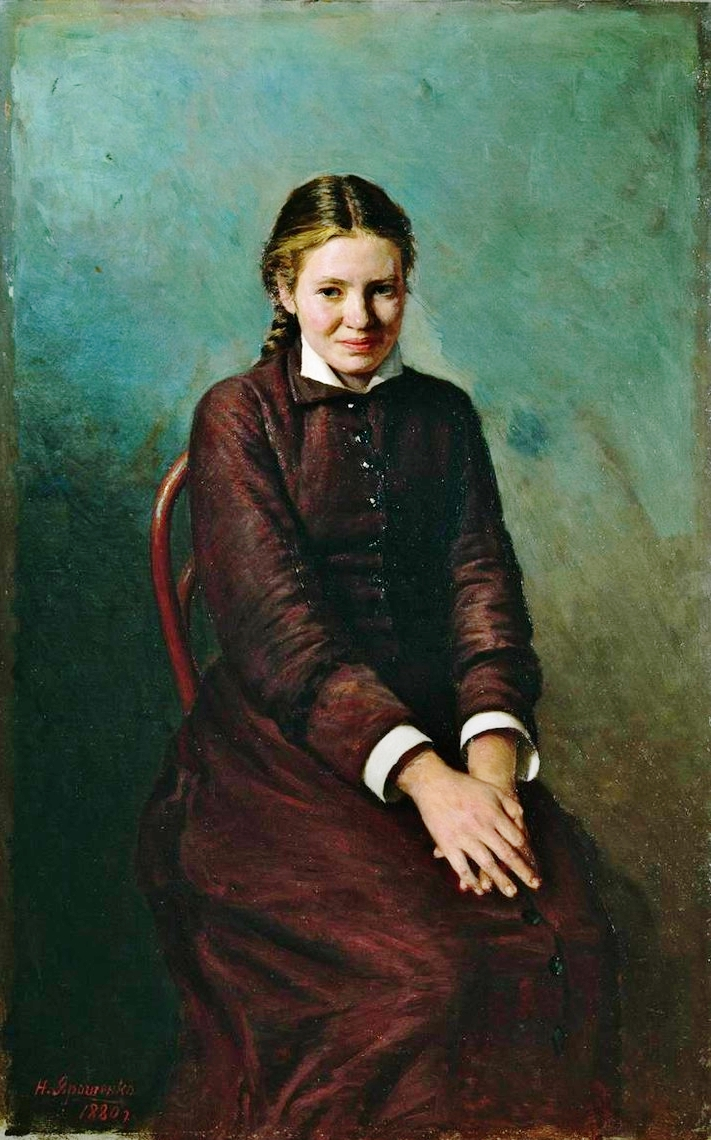
女学生 1883年
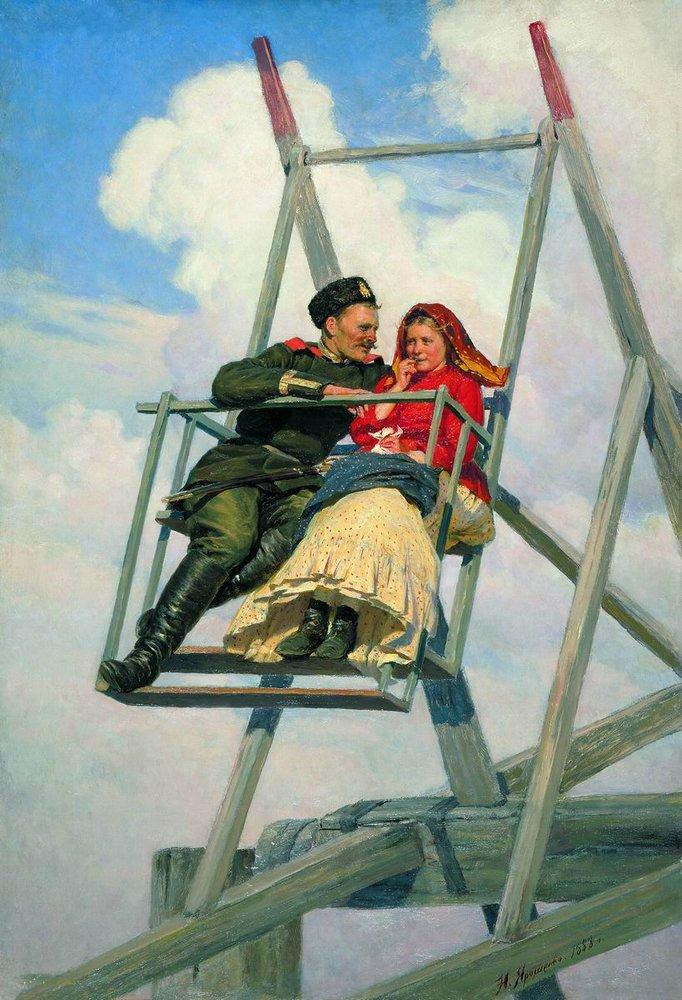
ぶらんこに乗って 1888年
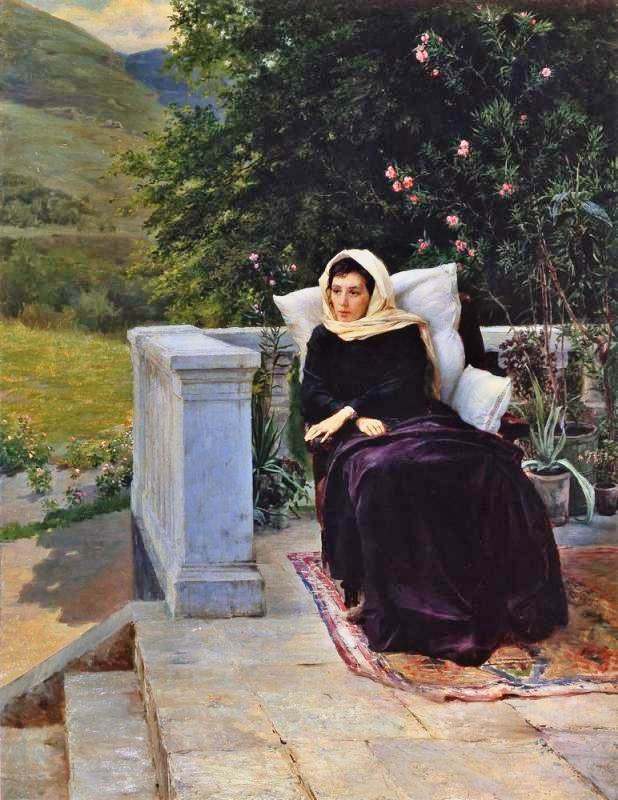
南国にて 1890年
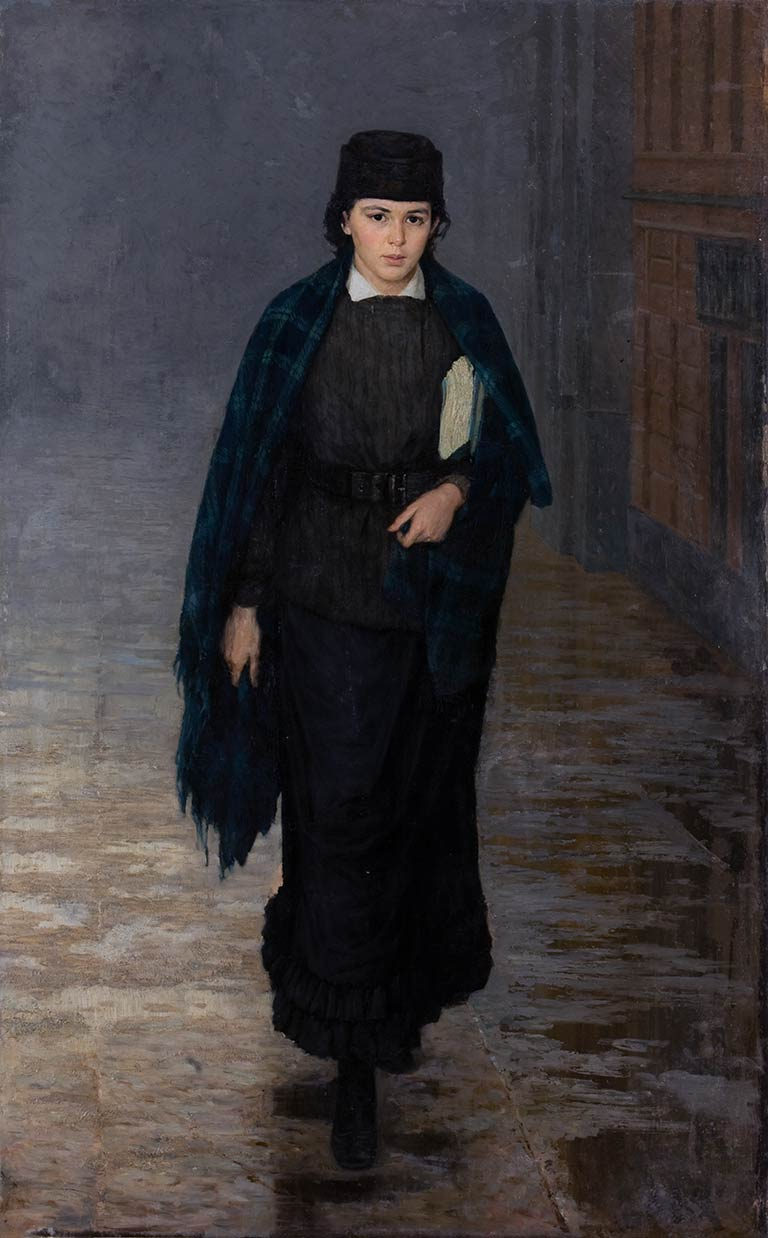
女学生、1883年